# Terra Nova (série télévisée)
Pour les articles homonymes, voir Terra Nova.
Terra Nova est une série télévisée dramatique de science-fiction américaine en treize épisodes de 45 minutes, créée par Kelly Marcel et Craig Silverstein, produite par Steven Spielberg et diffusée du 26 septembre au 19 décembre 2011 sur le réseau Fox et en simultané sur Citytv au Canada.
En Belgique, la série a été diffusée en version originale sous-titrée à partir du 29 septembre 2011 sur Be 1 et à partir du 29 juillet 2012 en version française sur RTL-TVI. En France, à partir du 19 janvier 2012 sur Canal+ et depuis le 27 octobre 2012 sur M6, puis rediffusée dès le 16 décembre 2012 sur W9 (épisodes 1 à 6), à partir du 1er août 2013 sur 6ter et dès le 26 septembre 2015 sur Série Club. Au Québec, à partir du 26 juin 2012 sur AddikTV et en Suisse, à partir du 25 août 2012 sur RTS Un.

## Synopsis
En 2149, la vie sur la planète Terre est menacée d'extinction à cause de la pollution rendant l'air irrespirable. La végétation a presque complètement disparu.
Au hasard d'une expérience, des scientifiques créent une porte spatio-temporelle reliée à 85 millions d'années en arrière à la fin du Crétacé, mais dans une chronologie alternative (évitant ainsi les paradoxes temporels), donnant une chance de survie à l'humanité.
La famille Shannon (le père Jim, sa femme Elisabeth et leurs enfants Josh, Maddy et Zoé) rejoignent la dixième expédition de colons vers Terra Nova, la première colonie humaine de l'autre côté du passage. Une nouvelle vie commence pour les Shannon. Ils devront affronter toutes sortes de problèmes dont les plus dangereux ne sont pas forcément les dinosaures et en comptant avec les « classes Six », un groupe dissident de colons du sixième pèlerinage…

## Distribution

### Acteurs principaux
- Jason O'Mara (VF : Jean-Pascal Quilichini) : James « Jim » Shannon
- Shelley Conn (VF : Véronique Desmadryl) : Dr Elisabeth Shannon
- Christine Adams (VF : Magali Barney) : Mira
- Allison Miller (VF : Caroline Pascal) : Skye « Godiche » (Bucket en VO) Alexandria Tate
- Landon Liboiron (VF : Hervé Grull) : Josh Shannon
- Naomi Scott (VF : Chloé Berthier) : Maddy Shannon
- Alana Mansour (VF : Roxane Peter) : Zoe Shannon
- Rod Hallett (de) (VF : Guillaume Lebon) : Dr Malcolm Wallace
- Stephen Lang (VF : Philippe Catoire) : Commandant Nathaniel Taylor

### Acteurs récurrents
- Simone Kessell (VF : Marie Zidi) : lieutenant Alicia « Wash » Washington
- Ashley Zukerman (VF : Alexandre Gillet) : Lucas Taylor
- Emelia Burns (VF : Olivia Luccioni) : Reilly
- Dean Geyer (VF : Antoine Schoumsky) : Mark Reynolds
- Damian Walshe-Howling (VF : Sam Salhi) : Billy Carter
- Aisha Dee (VF : Anouck Hautbois) : Tasha
- Sam Parsonson (en) (VF : Romain Redler) : Hunter Boyce
- Mido Hamada (en) (VF : Nessym Guetat) : Guzman
- Eka Darville (VF : Pascal Grull) : Max
- Damien Garvey (en) (VF : Jean-Jacques Nervest) : Boylan
- Romy Poulier (VF : Fily Keita) : Kara
- Peter Lamb (VF : Stéphane Bazin) : Casey Durwin
- Jay Ryan (VF : Mathias Kozlowski) : Tim Curran
- Matthew Scully (VF : Gaël Zaks) : Dunham
Version française
Société de doublage : VF Productions[13],[14],[15]
Direction artistique : Yann Le Madic[15]
Adaptation des dialogues : Laurence Duseyau, Marc Séclin, Tim Stevens[15]

 Source et légende : version française (VF) sur RS Doublage , VF Productions et Doublage Séries Database

## Production

### Développement
Le projet de Steven Spielberg et Peter Chernin a débuté en février 2010, avec Brannon Braga comme show runner. Lors des Upfronts en mai 2010, sans distribution, Fox planifie la série pour la mi-saison 2010-2011. Alex Graves a ensuite été engagé pour réaliser le pilote.
Puis en août 2010, le lieu de tournage en Australie est choisi alors que le lancement du pilote fut annoncé pour mai 2011, à la suite de la finale d’American Idol comme ce fut le cas pour Glee. Finalement en mars 2010, la diffusion du pilote est reportée à l'automne 2011.
Le coût de l'épisode pilote est estimé entre 16 et 20 millions de dollars.
Au mois de janvier 2012, la série est en attente de prolongation : les audiences s'avèrent décevantes. En mars 2012, la Fox confirme, à la suite du déficit commercial, qu’elle cherche à la revendre à d'autres chaînes,. Netflix, notamment, montre son intérêt pour cette reprise, mais les négociations avec la 20th Century Fox Television n'ont pas abouti.

### Attribution des rôles
L'attribution des rôles a débuté en juin 2010, dans cet ordre : Jason O'Mara, Allison Miller, Stephen Lang, Shelley Conn, Mido Hamada (en) et Christine Adams.
En mai 2011, Rod Hallett a obtenu un rôle principal dans la série.
En août 2011 : Ashley Zukerman, Emelia Burns et Simone Kessell rejoignent la distribution dans un rôle récurrent.

### Tournage
L'épisode pilote, d'une durée de deux heures, a été tourné pendant plus de 26 jours, de fin novembre à décembre 2010, dans le sud-est du Queensland en Australie, à Brisbane et à Gold Coast,. Le tournage a été victime de pluies torrentielles et des scènes supplémentaires ont dû être enregistrées en 2011, avec un coût total estimé entre 10 et 20 millions de dollars,.

### Fiche technique
Sauf indication contraire, les informations mentionnées dans cette section peuvent être confirmées par la base de données cinématographiques IMDb,  présente dans la section « Liens externes ».
- Titre français et original : Terra Nova
- Créateurs : Kelly Marcel, Craig Silverstein
- Réalisation : Alex Graves
- Scénario : Kelly Marcel, Craig Silverstein
- Direction artistique :
- Décors : Carlos Barbosa
- Costumes : Amanda Friedland
- Photographie : Nelson Cragg
- Montage :
- Musique : Brian Tyler
- Distribution :
- Production : Steven Spielberg et Peter Chernin
  - Production exécutive : Steven Spielberg, Brannon Braga, Aaron Kaplan, David Fury, Darryl Frank, Kelly Marcel et Craig Silverstein
- Société de production : 20th Century Fox Television, Chernin Entertainment, Kapital Entertainment, Amblin Entertainment
- Société de distribution : Fox Broadcasting Company (télévision)
- Pays d'origine :  États-Unis
- Langue originale : anglais
- Format : couleur - 1,78 : 1 - son stéréo
- Genre : dramatique, science-fiction
- Durée : 42 minutes

### Diffusion internationale

#### En version originale
- États-Unis : depuis le 26 septembre 2011 sur la Fox
- Belgique : depuis le 29 septembre 2011 sur Be 1
- Royaume-Uni : depuis le 3 octobre 2011 sur Sky1

#### En version française
- France : depuis le 19 janvier 2012 sur Canal+ et le 27 octobre 2012 sur M6
- Québec : depuis le 26 juin 2012 sur AddikTV
- Belgique : depuis le 29 juillet 2012 sur RTL-TVI
- Suisse : depuis le 25 août 2012 sur RTS Un

## Épisodes
1. Le Nouveau Monde - Première partie (Genesis - Part One)
2. Le Nouveau Monde - Deuxième partie (Genesis - Part Two)
3. Instinct de vie (Instinct)
4. Syndrome amnésique (What Remains)
5. La Fugitive (The Runaway)
6. Force de loi (Bylaw)
7. Black-out (Nightfall)
8. Trompeuses apparences (Proof)
9. L'Arbre aux secrets (Vs)
10. À visage découvert (Now You See Me)
11. La Guerre est déclarée (Within)
12. L'Occupation - Première partie (Occupation - Part One)
13. La Rébellion - Deuxième partie (Resistance - Part Two)

## Univers de la série

### Les personnages

#### Personnages principaux
James « Jim » Shannon
Héros de la série. Ancien membre de la Brigade des stupéfiants de Chicago et père attentionné, époux d'Elizabeth. Emprisonné pour avoir enfreint la loi sur le contrôle des naissances en 2149, il s'échappe pour rejoindre sa famille lors de leur transfert pour la colonie de Terra Nova. Après avoir gagné la confiance du commandant Nathaniel Taylor en le sauvant d'une tentative d'assassinat, il devient le shérif de Terra Nova.
Commandant Nathaniel Taylor
Il est le premier homme à avoir passé le portail permettant de se rendre 85 millions d'années en arrière. Il a survécu seul durant quatre mois, avant d'être rejoint pour entamer la construction de la colonie. Il est le leader incontesté de la colonie qu'il dirige depuis sept ans, convaincu que celle-ci est le dernier espoir pour sauver l'humanité.
Elisabeth Shannon
Médecin, femme de Jim. Constamment en danger dans le monde de 2149, la famille Shannon doit son salut dans le recrutement d'Elisabeth pour Terra Nova. Là-bas, elle pratique la médecine avec les moyens du bord et devient vite un élément essentiel pour la colonie.
Josh Shannon
Aîné des enfants de Jim et d'Elisabeth, âgé de 17 ans. Il a le cœur brisé d'avoir laissé sa petite amie en 2149. Il se lie rapidement d'amitié avec Skye.
Maddy Shannon
Première fille de Jim et d'Elizabeth, âgée de 15 ans. C'est une jeune fille brillante fascinée par l'ensemble de Terra Nova, particulièrement sa flore et sa faune. Elle est également intéressée par un jeune soldat, Mark Reynolds.
Zoe Shannon
Deuxième fille de Jim et d'Elizabeth, âgée de 5 ans. Innocente, naïve, mais sans peur, elle est la parfaite combinaison de ses parents.
Mira
Leader des classes Six, elle dirige une colonie de rebelles. Elle est opposée au commandant Taylor et à tous ceux qui le suivent aveuglément. Arrivée avec la sixième vague de colons, elle a fait sédition avec la moitié d'entre eux. Elle aurait été envoyée pour tuer Taylor, qui a refusé de se laisser démettre de son commandement.
Skye
Arrivée sur Terra Nova lorsqu'elle était petite, elle ne se rappelle pas bien le monde d'où elle vient. Son père est mort peu de temps après leur arrivée à Terra Nova. Skye est une des personnes qui connaît le mieux le monde de Terra Nova. Elle devient rapidement un guide pour Josh. Elle est espionne pour les classes Six pendant une grande partie de la série, car ils détiennent sa mère qui, aux yeux de tous, est morte de la fièvre sensidique plusieurs années auparavant…

#### Personnages récurrents
Lieutenant Alicia Washington
L'adjointe du commandant Nathaniel Taylor, à qui elle est très dévouée. Lorsque celle-ci est tuée par Lucas, Taylor est d’ailleurs très attristé.
Guzman
Un des premiers colons de Terra Nova, il est le chef de l'équipe de sécurité, il est aussi l'un des conseillers de confiance de Nathaniel Taylor.
Dr Malcolm Wallace
Directeur du département scientifique, ses rapports avec Elizabeth qu'il a recruté pour Terra Nova font de lui un rival de Jim.
Lucas
Mystérieux et énigmatique, il est le fils du commandant Taylor. Il déteste son père car celui-ci aurait laissé sa femme (Ayani) mourir en Somalie. Il a trouvé comment faire fonctionner « le Portail » dans les deux sens.
Mark Reynolds
Soldat, présent dans tous les épisodes, il rencontre Maddy et devient proche d'elle, il lui demandera de sortir avec lui.

### Les créatures
- Brachiosaurus
- Carnotaurus
- Mille-pattes géant (Archispirostreptus gigas ou Arthropleura)
- Allosaurus
- Ankylosaurus
- Araignée préhistorique (voir Mesothelae)
- Libellule géante (voir Méganeura)
- Ptérosaure inconnu

#### Espèces inventées
- Sangsue géante
- Malcolmus Pterosauria
- Scarabée
- Varan préhistorique géant
- Parasite Taroca
- Espadon préhistorique
- Gallusaurus
- Empirosaurus
- Ovosaurus
- Nykoraptor
- Acceraptor ou Faucheur
- Hurleur

## Réception

### Audiences

#### Aux États-Unis
Aux États-Unis, la série a rassemblé en moyenne 7,5 millions de téléspectateurs par épisode.

#### Dans les pays francophones
En France, la série a attiré chaque semaine 1,5 million de téléspectateurs sur Canal+.

## Produits dérivés

### Édition DVD
Le coffret de la série est disponible en DVD depuis le 12 décembre 2012 en zone 2.